# Promozione Emilia-Romagna 1982-1983
Nella stagione 1982-1983 la Promozione era sesto livello del calcio italiano (il massimo livello regionale). Qui vi sono le statistiche relative al campionato in Emilia-Romagna.
Il campionato è strutturato in vari gironi all'italiana su base regionale, gestiti dai Comitati Regionali di competenza. Promozioni alla categoria superiore e retrocessioni in quella inferiore non erano sempre omogenee; erano quantificate all'inizio del campionato dal Comitato Regionale secondo le direttive stabilite dalla Lega Nazionale Dilettanti, ma flessibili, in relazione al numero delle società retrocesse dal Campionato Interregionale e perciò, a seconda delle varie situazioni regionali, la fine del campionato poteva avere degli spareggi sia di promozione che di retrocessione.

## Girone A

### Squadre partecipanti
| Squadra                   | Città (provincia)           |
| ------------------------- | --------------------------- |
| U.S. Alfonsinese          | Alfonsine (RA)              |
| S.P. Argentana            | Argenta (FE)                |
| U.S. Atletico Bidente     | Santa Sofia (FC)            |
| U.S. Baracca Lugo         | Lugo di Romagna (RA)        |
| A.C. Bellaria Igea Marina | Bellaria (RN)               |
| A.S. Cervia               | Cervia (RA)                 |
| U.S. Comacchiese          | Comacchio (FE)              |
| C.A. Faenza Sez.Calcio    | Faenza (RA)                 |
| A.S. Fusignano            | Fusignano (RA)              |
| Pol. Molinella            | Molinella (BO)              |
| Pol. Morciano             | Morciano di Romagna (RN)    |
| Rivazzurra Calcio         | Rivazzurra (RN)             |
| A.C. Sammaurese           | San Mauro Pascoli (FC)      |
| S.S. Sampierana           | San Piero in Bagno (FC)     |
| S.S. Savignanese          | Savignano sul Rubicone (FC) |
| A.C. Voltana              | Voltana (RA)                |

### Classifica finale
|  | Pos. | Squadra              | Pt | G  | V  | N  | P  | GF | GS | DR  |
|  | ---- | -------------------- | -- | -- | -- | -- | -- | -- | -- | --- |
|  | 1.   | Alfonsinese          | 47 | 30 | 17 | 13 | 0  | 56 | 19 | +37 |
|  | 2.   | Baracca Lugo         | 41 | 30 | 15 | 11 | 4  | 38 | 17 | +21 |
|  | 3.   | Sampierana           | 40 | 30 | 15 | 10 | 5  | 41 | 27 | +14 |
|  | 4.   | Savignanese          | 37 | 30 | 12 | 13 | 5  | 41 | 24 | +17 |
|  | 5.   | Morciano             | 36 | 30 | 11 | 14 | 5  | 31 | 21 | +10 |
|  | 6.   | Comacchiese          | 33 | 30 | 11 | 11 | 8  | 38 | 30 | +8  |
|  | 7.   | Bellaria Igea Marina | 31 | 30 | 10 | 11 | 9  | 29 | 23 | +6  |
|  | 8.   | Sammaurese           | 31 | 30 | 10 | 11 | 9  | 30 | 29 | +1  |
|  | 9.   | Cervia               | 30 | 30 | 10 | 10 | 10 | 25 | 28 | -3  |
|  | 10.  | Faenza               | 29 | 30 | 7  | 15 | 8  | 26 | 35 | -9  |
|  | 11.  | Argentana            | 28 | 30 | 9  | 10 | 11 | 33 | 37 | -4  |
|  | 12.  | Molinella            | 26 | 30 | 8  | 10 | 12 | 23 | 33 | -10 |
|  | 13.  | Voltana              | 24 | 30 | 6  | 12 | 12 | 23 | 38 | -15 |
|  | 14.  | Atletico Bidente     | 22 | 30 | 4  | 14 | 12 | 25 | 33 | -8  |
|  | 15.  | Fusignano            | 13 | 30 | 4  | 5  | 21 | 22 | 51 | -29 |
|  | 16.  | Rivazzurra Calcio    | 12 | 30 | 2  | 8  | 20 | 12 | 48 | -36 |

Verdetti
- Alfonsinese è ammesso agli spareggi-promozione.
- Fusignano e Rivazzurra retrocedono in Prima Categoria.

## Girone B

### Squadre partecipanti
| Squadra                      | Città (provincia)                   |
| ---------------------------- | ----------------------------------- |
| F.C. Athletic Carpi          | Carpi (MO)                          |
| G.S. Bo.Ca.                  | Bologna (BO)                        |
| U.S. Casteldariese           | Castel d'Ario (MN)                  |
| A.C. Castellarano            | Castellarano (RE)                   |
| A.C. Castel San Pietro Terme | Castel San Pietro (BO)              |
| A.C. Correggese              | Correggio (RE)                      |
| A.C. Crevalcore              | Crevalcore (BO)                     |
| F.C. Finale Emilia           | Finale Emilia (MO)                  |
| F.C. Formigine               | Formigine (MO)                      |
| S.C. Medicinese              | Medicina (BO)                       |
| Ostiglia F.B.C.              | Ostiglia (MN)                       |
| U.P. Pianorese Giocas        | Pianoro (BO)                        |
| U.S. Poggese                 | Poggio Rusco (MN)                   |
| C.S. Sant’Agostino           | Sant'Agostino (Terre del Reno) (FE) |
| U.S. Vignolese               | Vignola (MO)                        |
| U.S. Virtus Roteglia         | Castellarano (MO)                   |

### Classifica finale
|  | Pos. | Squadra                 | Pt | G  | V  | N  | P  | GF | GS | DR  |
|  | ---- | ----------------------- | -- | -- | -- | -- | -- | -- | -- | --- |
|  | 1.   | Finale Emilia           | 43 | 30 | 16 | 11 | 3  | 54 | 27 | +27 |
|  | 2.   | Crevalcore              | 38 | 30 | 14 | 10 | 6  | 37 | 21 | +16 |
|  | 3.   | Castel San Pietro Terme | 37 | 30 | 10 | 17 | 3  | 38 | 18 | +20 |
|  | 4.   | Athletic Carpi          | 36 | 30 | 13 | 10 | 7  | 45 | 25 | +20 |
|  | 5.   | Sant'Agostino           | 36 | 30 | 12 | 12 | 6  | 36 | 31 | +5  |
|  | 6.   | Formigine               | 33 | 30 | 9  | 15 | 6  | 33 | 28 | +5  |
|  | 7.   | Medicinese              | 32 | 30 | 10 | 12 | 8  | 33 | 24 | +9  |
|  | 8.   | Bo.Ca.                  | 28 | 30 | 9  | 10 | 11 | 25 | 30 | -5  |
|  | 9.   | Sporting                | 28 | 30 | 8  | 12 | 10 | 20 | 28 | -8  |
|  | 10.  | Poggese                 | 27 | 30 | 5  | 17 | 8  | 20 | 25 | -5  |
|  | 11.  | Pianorese Giocas        | 27 | 30 | 7  | 13 | 10 | 23 | 29 | -6  |
|  | 12.  | Vignolese               | 26 | 30 | 6  | 14 | 10 | 25 | 28 | -3  |
|  | 13.  | Virtus Roteglia         | 26 | 30 | 7  | 12 | 11 | 24 | 37 | -13 |
|  | 14.  | Ostiglia                | 23 | 30 | 5  | 13 | 12 | 25 | 46 | -21 |
|  | 15.  | Correggese              | 22 | 30 | 6  | 10 | 14 | 23 | 35 | -12 |
|  | 16.  | Casteldariese           | 18 | 30 | 6  | 6  | 18 | 23 | 52 | -29 |

Verdetti
- Finale Emilia è ammesso agli spareggi-promozione.
- Correggese e Casteldariese retrocedono in Prima Categoria.

## Girone C

### Squadre partecipanti
| Squadra                          | Città (provincia)        |
| -------------------------------- | ------------------------ |
| A.S. Audax Medesanese            | Medesano (PR)            |
| G.S. Bagnolese                   | Bagnolo in Piano (RE)    |
| U.S. Brescello                   | Brescello (RE)           |
| G.S. Combisalso                  | Salsomaggiore Terme (PR) |
| U.S. Danilo Martelli             | Castellucchio (MN)       |
| U.S. Fontanellatese              | Fontanellato (PR)        |
| A.S. Guastalla                   | Guastalla (RE)           |
| G.S. Junior Associazione Goitese | Goito (MN)               |
| A.S. Langhiranese                | Langhirano (PR)          |
| U.S. Montecavolo                 | Montecavolo (RE)         |
| U.S. Reggiolo                    | Reggiolo (RE)            |
| A.C. Salsomaggiore               | Salsomaggiore Terme (PR) |
| A.C. San Secondo Parmense        | San Secondo Parmense     |
| Calcio Scandiano Pol.            | Scandiano (RE)           |
| S.C. Suzzara                     | Suzzara (MN)             |
| A.S. Termolan Bibbiano           | Bibbiano (RE)            |

### Classifica finale
|  | Pos. | Squadra           | Pt | G  | V  | N  | P  | GF | GS | DR  |
|  | ---- | ----------------- | -- | -- | -- | -- | -- | -- | -- | --- |
|  | 1.   | Brescello         | 40 | 30 | 12 | 16 | 2  | 31 | 15 | +16 |
|  | 2.   | Salsomaggiore     | 40 | 30 | 15 | 10 | 5  | 44 | 19 | +25 |
|  | 3.   | Junior Goitese    | 37 | 30 | 15 | 7  | 8  | 33 | 24 | +9  |
|  | 4.   | Suzzara           | 36 | 30 | 13 | 10 | 7  | 43 | 24 | +19 |
|  | 5.   | Scandiano         | 35 | 30 | 9  | 17 | 4  | 29 | 21 | +8  |
|  | 6.   | Guastalla         | 32 | 30 | 11 | 10 | 9  | 34 | 33 | +1  |
|  | 7.   | Danilo Martelli   | 32 | 30 | 9  | 14 | 7  | 32 | 33 | -1  |
|  | 8.   | Montecavolo       | 30 | 30 | 7  | 16 | 7  | 30 | 30 | 0   |
|  | 9.   | Combisalso        | 30 | 30 | 10 | 10 | 10 | 31 | 36 | -5  |
|  | 10.  | Reggiolo          | 29 | 30 | 8  | 13 | 9  | 38 | 32 | +6  |
|  | 11.  | Termolan Bibbiano | 27 | 30 | 8  | 11 | 11 | 31 | 33 | -2  |
|  | 12.  | Fontanellatese    | 26 | 30 | 6  | 14 | 10 | 22 | 36 | -14 |
|  | 13.  | Bagnolese         | 25 | 30 | 7  | 11 | 12 | 27 | 36 | -9  |
|  | 14.  | Langhiranese      | 24 | 30 | 5  | 14 | 11 | 42 | 48 | -6  |
|  | 15.  | Audax Medesanese  | 22 | 30 | 6  | 10 | 14 | 19 | 35 | -16 |
|  | 16.  | San Secondo       | 15 | 30 | 4  | 7  | 19 | 21 | 52 | -31 |

Verdetti
- Il Brescello è ammesso agli spareggi-promozione dopo spareggio col Salsomaggiore (a Parma, Stadio Ennio Tardini: Brescello-Salsomaggiore 1-0).
- Audax Medesanese e San Secondo retrocedono in Prima Categoria.

## Spareggi promozione tra le 1.classificate
- 22-05-1983 Finale Emilia-Alfonsinese 0-0
- 26-05-1983 Alfonsinese-Brescello 1-5
- 29-05-1983 Brescello-Finale Emilia 2-1
- 01-06-1983 Alfonsinese-Finale Emilia 1-1
- 05-06-1983 Brescello-Alfonsinese 0-1
- 08-06-1983 Finale Emilia-Brescello 0-0

### Classifica
- Brescello 5
- Alfonsinese 4
- Finale Emilia 3
- Il Brescello ed Alfonsinese sono promosse all'Interregionale dopo gli spareggi-promozione contro Finale Emilia.